# Gouvernement Ly
République du Mali
Cissoko II Mara
Le 8 septembre 2013, par le decrét N°2013- 721/PRM, le président de la république du Mali, Ibrahim Boubacar Keïta et son premier ministre Oumar Tatam Ly, porte nomination du gouvernement.

## Composition du gouvernement du 8 septembre 2013[2]
- Ministre de la Justice, Garde des sceaux : Mohamed Aly Bathily
- Ministre de la Défense et des Anciens combattants : Soumeylou Boubèye Maïga
- Ministre de la réconciliation nationale et du Développement des régions du Nord : Oumar Diarra
- Ministre des Affaires étrangères et de la coopération internationale : Zahabi Ould Sidi Mohamed
- Ministre de l’économie et des finances : Madame Bouaré Fily Sissoko
- Ministre de la sécurité : Colonel Sada Samaké
- Ministre du développement rural : Dr Bocary Téréta
- Ministre de l’administration territoriale : Général Moussa Sinko Coulibaly
- Ministre du plan et de la Prospective : Cheickna Seïdy Diawara
- Ministre des domaines de l’État et des affaires foncières : Tiéman Hubert Coulibaly
- Ministre du commerce : Abdel Karim Konaté
- Ministre de la fonction publique : Bocar Moussa Diarra
- Ministre de l’environnement et de l’assainissement : Ousmane Ag Rhissa
- Ministre de l’équipement et des transports : Colonel Abdoulaye Koumaré
- Ministre du travail et des affaires sociales et humanitaires : Hamadoun Konaté
- Ministre du logement : Mohamed Diarra
- Ministre de l’urbanisme et de la politique de la ville : Moussa Mara
- Ministre de la promotion de la femme, de la famille et de l’enfant : Madame Sangaré Oumou Ba
- Ministre de l’éducation nationale  : Madame Togola Marie Jacqueline Nana
- Ministre de l’enseignement supérieur et de la recherche scientifique : Moustapha Dicko
- Ministre de la santé et de l’hygiène publique :  Ousmane Koné
- Ministre de l’énergie et de l’hydraulique  : Mamadou Frankaly Keïta
- Ministre de la culture : Bruno Maïga
- Ministre de l’emploi et de la formation professionnelle : Ousmane Bany
- Ministre de l’artisanat et du tourisme : Madame Berthé Aïssata Bengaly
- Ministre de l’industrie et des mines : Dr Boubou Cissé
- Ministre des Maliens de l’extérieur : Dr Abdrahamane Sylla
- Ministre de la communication et des nouvelles technologies de l’information : Jean Mari Sangaré
- Ministre de la jeunesse et des sports : Me Mamadou Gaoussou Diarra
- Ministre délégué auprès du Ministre de l’administration territoriale, chargé de la décentralisation : Malick Alhousseini
- Ministre délégué auprès du Ministre du développement rural, chargé de l’élevage, de la pêche et de la sécurité alimentaire : Nango Dembélé
- Ministre délégué auprès du Ministre de l’administration territoriale, chargé des affaires religieuses et du culte : Thierno Oumar Hasse Diallo
- Ministre délégué auprès du Ministre de l’économie et des finances chargé du budget : Madani Touré
- Ministre délégué auprès du Ministre de l’économie et des finances chargé de la promotion des investissements et de l’initiative privée : Moustapha Ben Barka